# Горбатый, Павел Анастасович
Павел Анастасович Горбатый (укр. Павло Анастасович Горбатий; 25 октября (6 ноября) 1890, г. Бар (теперь Винницкой области Украины) — 25 июня 1962, Киев) — украинский советский педагог, методист в области математики. Заслуженный учитель Украинской ССР (с 1941). Лауреат премии им. К. Д. Ушинского (1955).

## Биография
Задолго до Октябрьской революции окончил учительскую семинарию. Педагогическую деятельность начал в 1905 году. Работал преподавателем математики, в 1920-х годах был первым директором Барской трудовой школы. В 1931 окончил Харьковский институт народного образования. В 1930-х годах семья П. А. Горбатого переехала на жительство в Киев. Здесь он работал в школе № 33. В 1934 года получил диплом Московского инженерного педагогического института, где заочно учился на отделении теоретической механики.
В годы ВОВ проживал в селе Уварово Тамбовской области. Работал директором и учителем математики средней школы № 3.
Автор многочисленных трудов по методике преподавания математики в школе, среди них «З досвіду викладання математики в середній школі» (премия им. К. Д. Ушинского, 1955), «Уроки по вивченню логарифмічної лінійки в середній школі» (1959).
Награждён орденом Ленина.